# Чертич, Стефан
Стефан Чертич (серб. Стефан Ћертић, англ. Stefan Certic; род. 28 ноября 1986 года) — сербский предприниматель, бизнесмен и аналитик информационной безопасности.

## Ранний период жизни
Стефан Чертич родился в 1986 году в сербском городе Смедерево неподалеку от Белграда. В родном городе он окончил школу, получив в школьной технической секции образование компьютерного программиста. Впрочем, на четвертом курсе он прекратил обучение и не сдал экзамены из-за хакерского инцидента в местном офисе спортивных пари. Впоследствии переехал в Белград для учебы в Белградском университете, на факультете электроинженерии.

## Карьера предпринимателя
В 2008 году Чертич поступил на работу в специализирующуюся на предоставлении услуг мобильной связи британскую компанию RoutoTelecom в качестве одного из ведущих консультантов и инженеров. В 2012 году он начал работать в другой британской телекоммуникационной компании CS Networks на должности главного инженера. В 2013 году он стал организатором всемирного соревнования программистов, предусматривающего первый приз в сумме 50 000 евро. В феврале того же года на Mobile World Congress (Барселона) Стефан Чертич начал стратегическое сотрудничество с Galeb Group. Это привело к открытию маркета в Африке и дальнейшему расширению бизнеса.
Опубликованная в 2013 году академическая работа «The Future of Mobile Security» («Будущее мобильной безопасности») 5 обратила внимание на некоторые актуальные вызовы, касающиеся прорывов в стандартах мобильной связи, обсуждаемые на Virtualisation Conference и Expo. Работа подытожила множество научных поисков в сфере телекоммуникаций и аудиостенографии. Последней компанией, основанной Чертичем, является ETalc Medical Technology, производящая медицинские приборы для отслеживания, анализа и отчета о состоянии пациента в реальном времени, в том числе медицинские средства защиты локального действия. Наиболее существенным продуктом компании стал ETalc Personal Guard. А в 2016 году Чертич издал книгу «The Next Stage» («Следующий этап»), раскрывающую текущие научные проблемы и парадоксы развития искусственного интеллекта.

## Политическая карьера
9 ноября 2016 года Стефан Чертич провел учредительную сессию, предлагающую программу для партии «Srpska Levica», сербского ультралевого политического движения, и был избран ее председателем. Спустя некоторое время организация значительно увеличилась в числе и объявила об участии в предвыборной гонке накануне парламентских выборов в Сербии в 2017 году. По сравнению с сербской политической сценой в общем, эта партия демонстрирует несколько более радикальные ценности, поддерживая бесплатное образование, медицину и социальную страховку. Также приоритетом политической программы является интенсивное развитие технологий. Организация вступила в союз с американской Партией трансгуманистов.